# سجاد رهبر
سجاد رهبر (زادهٔ ۱۹۹۴) بازیکن فوتبال اهل ایران است.
وی در باشگاه فوتبال شهرداری تبریز و باشگاه فوتبال سیاه‌جامگان بازی کرده است .